# 欧马·加拉瓦基
欧马·加拉瓦基(阿拉伯語：عمر إبراهيم غلاونجي, ‘Umar Ibrāhīm Ğalāwanjī; 1954年—) 是一名叙利亚政治人物。自2008年9月起任地方管理部长。2012年8月，在叙总理里亚德·法里德·希贾卜变节后，他被任命为临时总理。

## 生平
1954年他生于塔尔图斯省。1978年获得位于拉塔基亚的提斯利大学的土木工程学位。
- 军事住房建设主管 1978－2000
- 拉塔基亚市政委员会副主席 1997－2000
- 普通住房建设主管
- 阿拉伯住房部长委员会（英语：Arab Housing Ministers Council）顾问成员
- 阿盟合同公司（英语：Arab Union Contracting Company）董事会成员

## 个人生活
他是个阿拉维派穆斯林。已婚并有3个女儿和1个儿子。